# Tod Long
Tod Long (né le 18 décembre 1970) est un athlète américain spécialiste du 400 mètres.
Il remporte en 1995 son premier titre international en s'imposant en finale du relais 4 × 400 m des Championnats du monde en salle de Barcelone aux côtés de ses coéquipiers américains Calvin Davis, Rod Tolbert et Frankie Atwater. L'équipe américaine devance, avec le temps de 3 min 07 s 37, les relais italiens et japonais. 

## Palmarès
| Année | Compétition                    | Lieu      | Place | Épreuve   |
| ----- | ------------------------------ | --------- | ----- | --------- |
| 1995  | Championnats du monde en salle | Barcelone | 1er   | 4 × 400 m |